# Ulf Holm

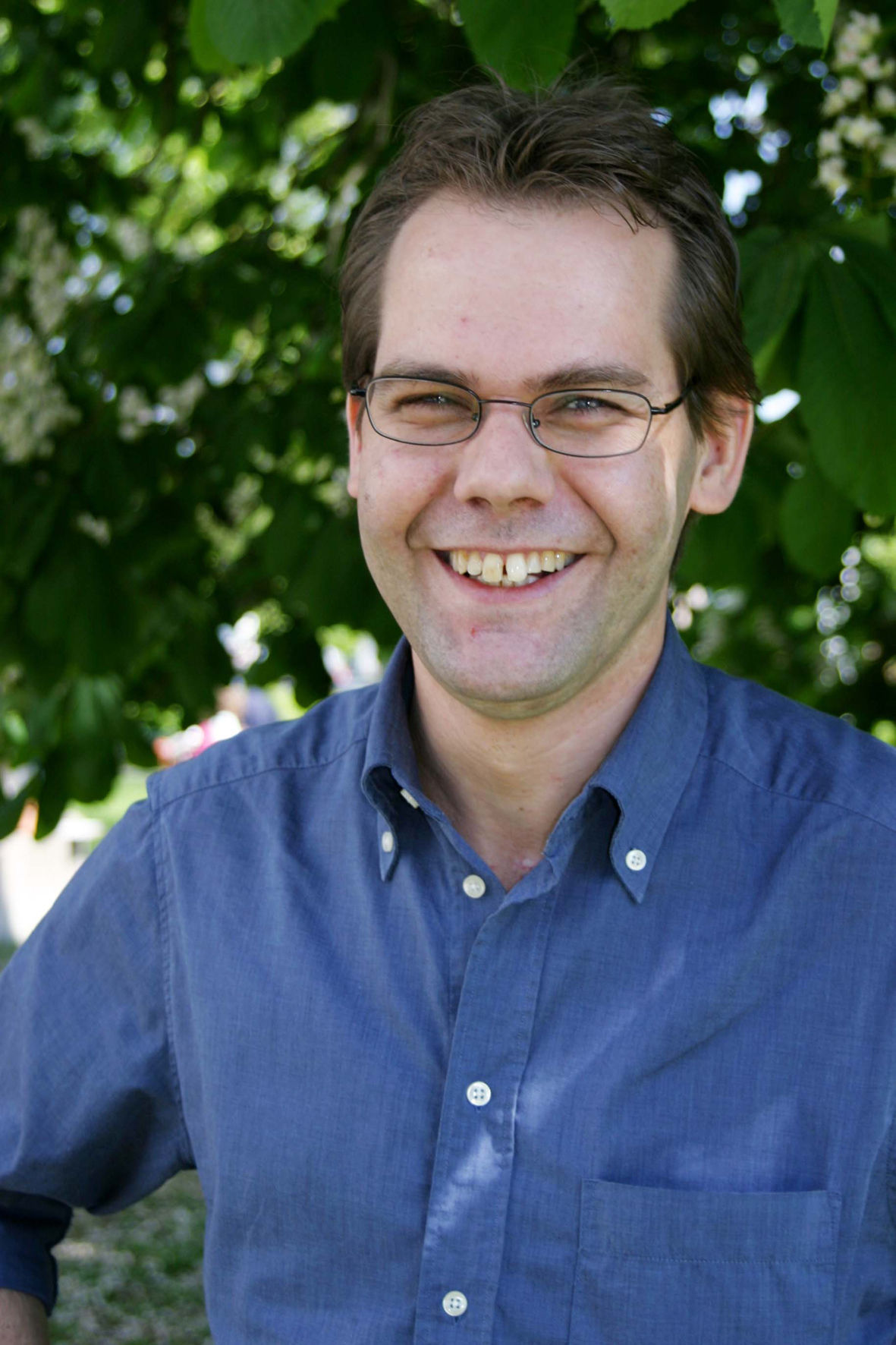
Ulf Holm

Ulf Holm, sinh ngày 4 tháng 6 năm 1969 tại Lund, là một chính khách Đảng Xanh của Thụy Điển, thành viên của Riksdag từ năm 2002. Ông là thành viên của Nghị viện châu Âu trong năm 1995–1999. Ông là người đồng tính công khai.